# Rita Ponce de León
Rita Ponce de León (Lima, Perú; 1982) es una artista focalizada principalmente en el dibujo e instalación.

## Exposiciones
Ha exhibido su trabajo en lugares como Museo Universitario del Chopo (México), la Sala de Arte Público Siqueiros (México), 80M2 Gallery (Perú), la 12 Fellbach Small Sculpture Triennial (Alemania), Casas Riegner Gallery (Colombia), Museo de Arte Moderno (México), New Museum (EE. UU.) y el Centro Cultural Border (México).

## Publicaciones
En el 2013, su trabajo fue publicado en el libro Vitamin D2 (Phaidon Press Limited, Londres). 
En 2018, la editorial independiente y auto-gestiva Gallito Marginal (México-Costa Rica), publica el libro-cartel "La Mujer Araña", reproducción de uno de los números de la tira del mismo nombre. Se trata de una impresión en serigrafía fina sobre papel de algodón, elaborada en los talleres de El Día de la Impresión. Su tiraje consta de 50 ejemplares firmados por la autora. 
Vive y trabaja en la Ciudad de México.

## Formación
Estudió la licenciatura de Artes Visuales en su ciudad natal, en la Pontificia Universidad Católica del Perú y luego en la Ciudad de México en la Escuela de Pintura, Grabado y Escultura “La Esmeralda”.

## Sobre su trabajo
Su trabajo es una búsqueda en la que su obra genera un espacio donde las ideas, los sueños, las conversaciones y el otro se conectan en un mismo plano. Partiendo de distintas realidades, para crear otras.